# Tygrys z Trinil
Tygrys trinilski lub tygrys z Trinil (Panthera tigris trinilensis) – wymarły podgatunek tygrysa, którego skamieniałości datowane na 0,7-1,3 milionów lat, po raz pierwszy odnaleziono na stanowisku paleontologicznym i antropologicznym Trinil (Jawa). Obecnie jego szczątki znajdują się w Muzeum Historii Naturalnej w Lejdzie (Holandia) w kolekcji Eugène Dubois.